# جبال لا سال
سلسله جبال لا سال أو لا سال هي سلسلة جبال تقع في مقاطعتي غراند وسان خوان، يوتا على طول حدود يوتا / كولورادو. يرتفع المدى فوق وجنوب موآب وشمال بلدة لا سال. هذا النطاق هو جزء من غابة Manti-La Sal الوطنية وجبال روكي الجنوبية. الحد الأقصى للارتفاع في جبل بيل، يصل إلى 12,721 قدم (3,877 م) فوق مستوى سطح البحر. يحتوي النطاق على ثلاث مجموعات من القمم مفصولة بتمريرات. تمتد القمم على مسافة حوالي 10 ميل (16 كـم). يعود اسم النطاق إلى العصور الإسبانية، عندما كانت سييرا لا سال (التي تعني "جبال الملح") معلماً بارزاً على الممر الإسباني القديم بين سانتا في ولوس أنجلوس.

## جيولوجيا

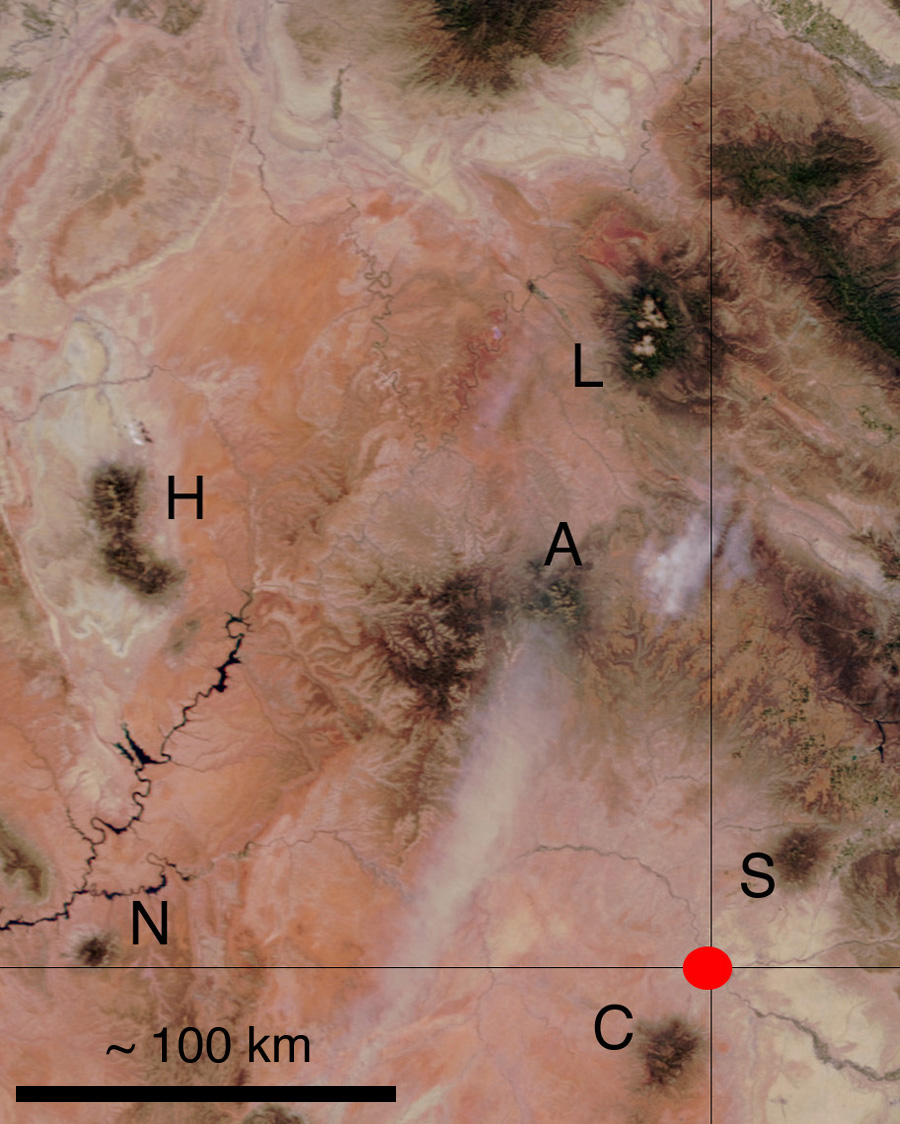
سلاسل الجبال المصاحبة للاكوليث وغيرها من التدخلات النارية على جزء من هضبة كولورادو. تشير النقطة الحمراء إلى الزوايا الأربع، تقاطع يوتا وكولورادو ونيو مكسيكو وأريزونا. ل، جبال لا سال ؛ أ، جبال أباجو ؛ س، (نائم) ؛ ج، جبال كاريزو.ن، جبل نافاجو ؛ ح، جبال هنري.

تتشكل سلسله الجبال نتيجة لاختراق الصخور النارية والتآكل اللاحق للصخور الرسوبية الأقل مقاومة المحيطة. أكثر الصخور النارية وفرة هي البورفيريتية، مع بلورات فينور من هورنبلند وبلاجيوكلاز : تسمى هذه الصخور ديوريت في بعض الحسابات ولكن تراكيب في مصدر واحد آخر على الأقل. الصخر، وبعض تحتوي على المعادن غير عادية novena، تشكل نسبة ضئيلة من الصخور النارية الحاضر. بعض الاختراقات النارية لها أشكال. تقع أعمار هذه الصخور النارية في الفترة من 25 إلى 28 مليون سنة. تم وضع الصهارة في صخور رسوبية ذات أعمار من العصر البرمي إلى العصر الطباشيري.

ترتفع جبال لا سال عالياً فوق هضبة كولورادو المحيطة. تم تشكيل سلسلتين أخريين على الهضبة، جبال أباجو وجبال هنري، حول عمليات اقتحام نارية من نفس العمر تقريبًا. ومع ذلك، تشكلت سلسلات جبليه قريبة أخرى، مثل جبال كاريزو وجبل أوتي، حول عمليات اقتحام مماثلة تم وضعها قبل حوالي 70 مليون سنة. جذب تكوين هذه الصخور النارية في فترتين زمنيتين متميزتين اهتمام العلماء الباحثين عن تفسيرات لإنتاج الصهارة أسفل الأجزاء المستقرة نسبيًا من قشرة الأرض. 

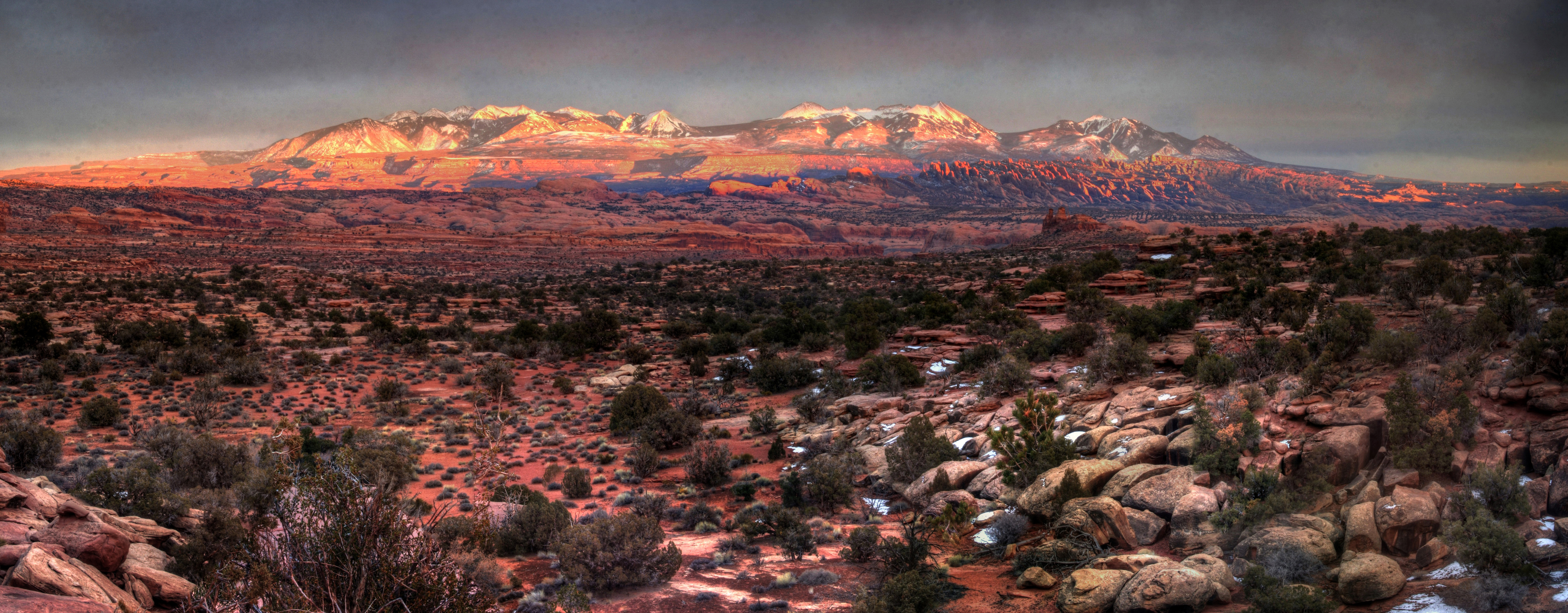
لا سالس عند غروب الشمس من طريق الجوزاء الجوزاء

## قمم جبال لا سال

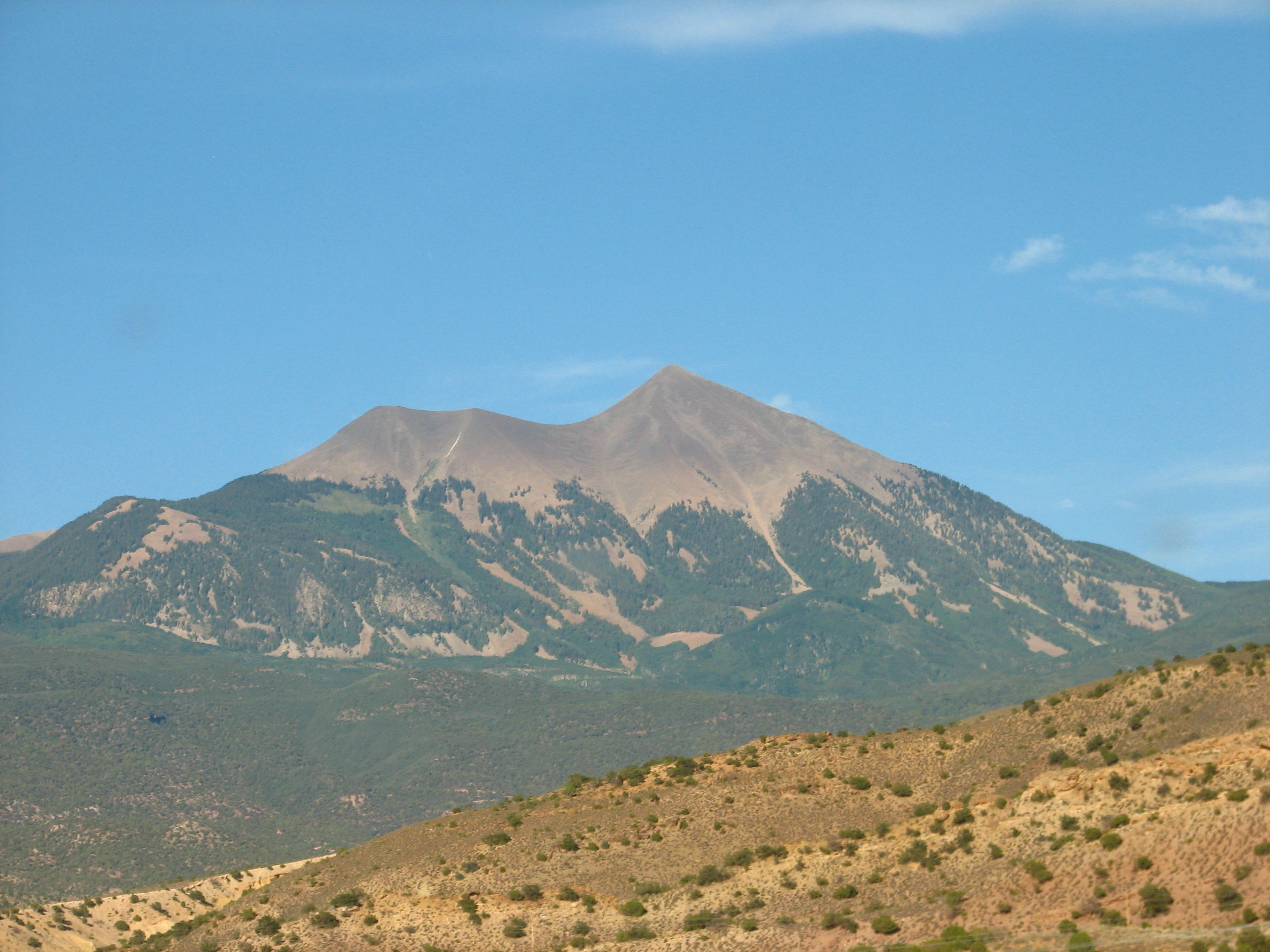
ليتل توك (يسار) وجبل. Tukuhnikivatz (يمين) من سلسلة La Sal في الصيف، من الجنوب.

صور لجبال لا سال
القمم الهامة لجبال لا سال هي:
- جبل بيل - 12,721 قدم (3,877 م)
- جبل 12,645 قدم (3,854 م) - 12,645 قدم (3,854 م)
- جبل Tukuhnikivatz - 12,482 قدم (3,805 م)
- جبل واحس - 12,331 قدم (3,758 م)
- قمة مان - 12,272 قدم (3,741 م)
- جبل لوريل - 12,271 قدم (3,740 م)
- جبل توماساكي - 12،239 12,239 قدم (3,730 م)
- جبل الطيار - 12,200 قدم (3,719 م)
- الجبل الأخضر - 12,163 قدم (3,707 م)
- ليتل توك - 12,048 قدم (3,672 م)
- قمة القلعة - 12,044 قدم (3,671 م)
- قمة لا سال - 12,001 قدم (3,658 م)

## روابط خارجية
- غابة مانتي لا سال الوطنية